# From G's to Gents

From G's to Gents es un reality de MTV que enfrenta a jóvenes, cambiando sus vidas y convirtiéndolos en caballeros. El show es dirigido por Fonzworth Bentley, y fue estrenado en MTV el 15 de julio de 2008.

## Temporadas
| Temporada | Premier               | Final                    | Reunión                  | Número de episodios | Ganador | Segundo Puesto |
| --------- | --------------------- | ------------------------ | ------------------------ | ------------------- | ------- | -------------- |
| [1]       | 15 de julio de 2008   | 16 de septiembre de 2008 | 23 de septiembre de 2008 | 10                  | Creepa  | Shotta         |
| [2]       | 10 de febrero de 2009 | 14 de abril de 2009      | 15 de abril de 2009      | 10                  | Mito    | Blue           |

## Miembros

### Temporada 1
- Pretty Ricky
- The Truth
- Mikey P
- Zenel
- J Boogie
- Kesan
- Shaun
- Stan
- D-Boy
- T-Jones
- E6
- Cee
- Shotta
- Creepa - Ganador

### Temporada 2
- Roq Monte
- Flex
- Dre
- Riff Raff
- Jojo
- A-Felon
- A.D.
- Macho
- Protégé
- Fahim
- All In
- Lank
- Baron
- Teddy Tee
- Blue
- Mito - Ganador